# Santa Marta do Bouro
Santa Marta do Bouro is een plaats (freguesia) in de Portugese gemeente Amares en telt 565 inwoners (2001).

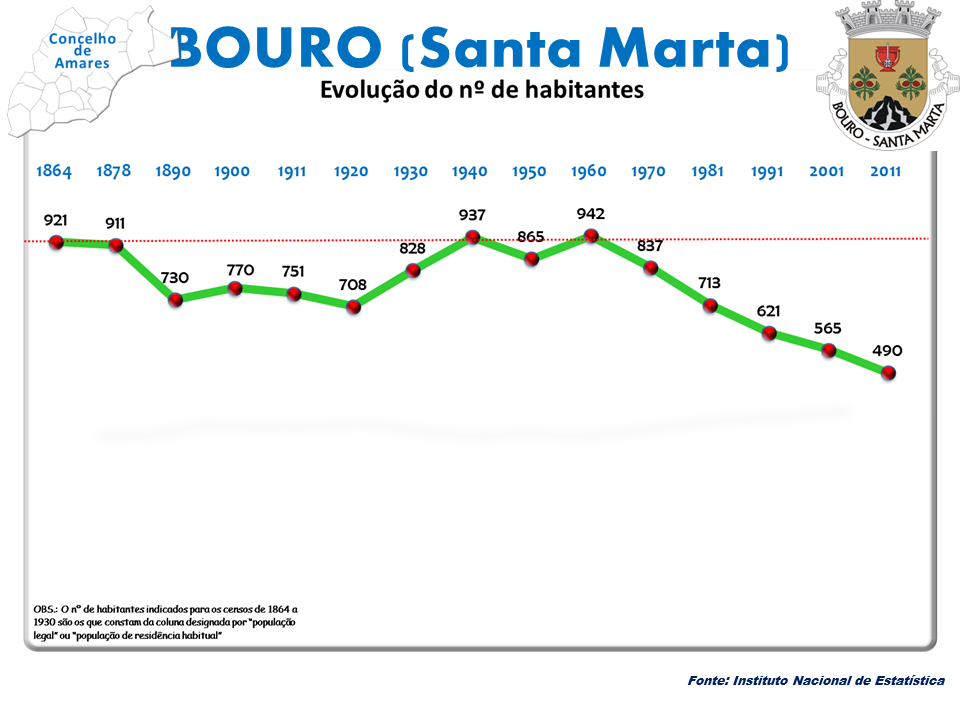
Bevolkingsontwikkeling tussen 1864 en 2011